# Kosrheithrus boorarus
Kosrheithrus boorarus är en nattsländeart som beskrevs av Arturs Neboiss 1982. Kosrheithrus boorarus ingår i släktet Kosrheithrus och familjen Philorheithridae. Inga underarter finns listade i Catalogue of Life.